# Berliner U-Bahn-Museum

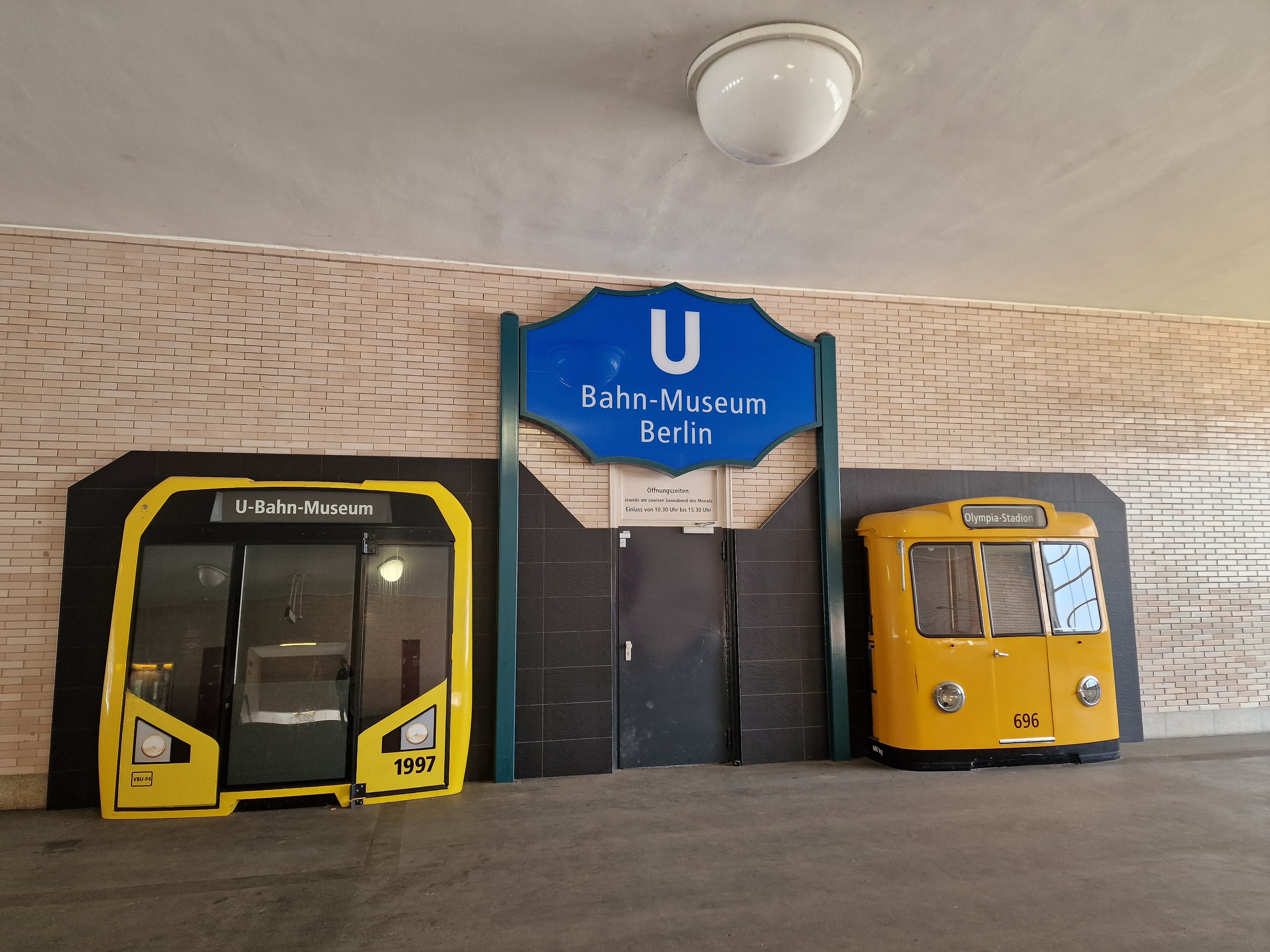
Der Eingang des Museums

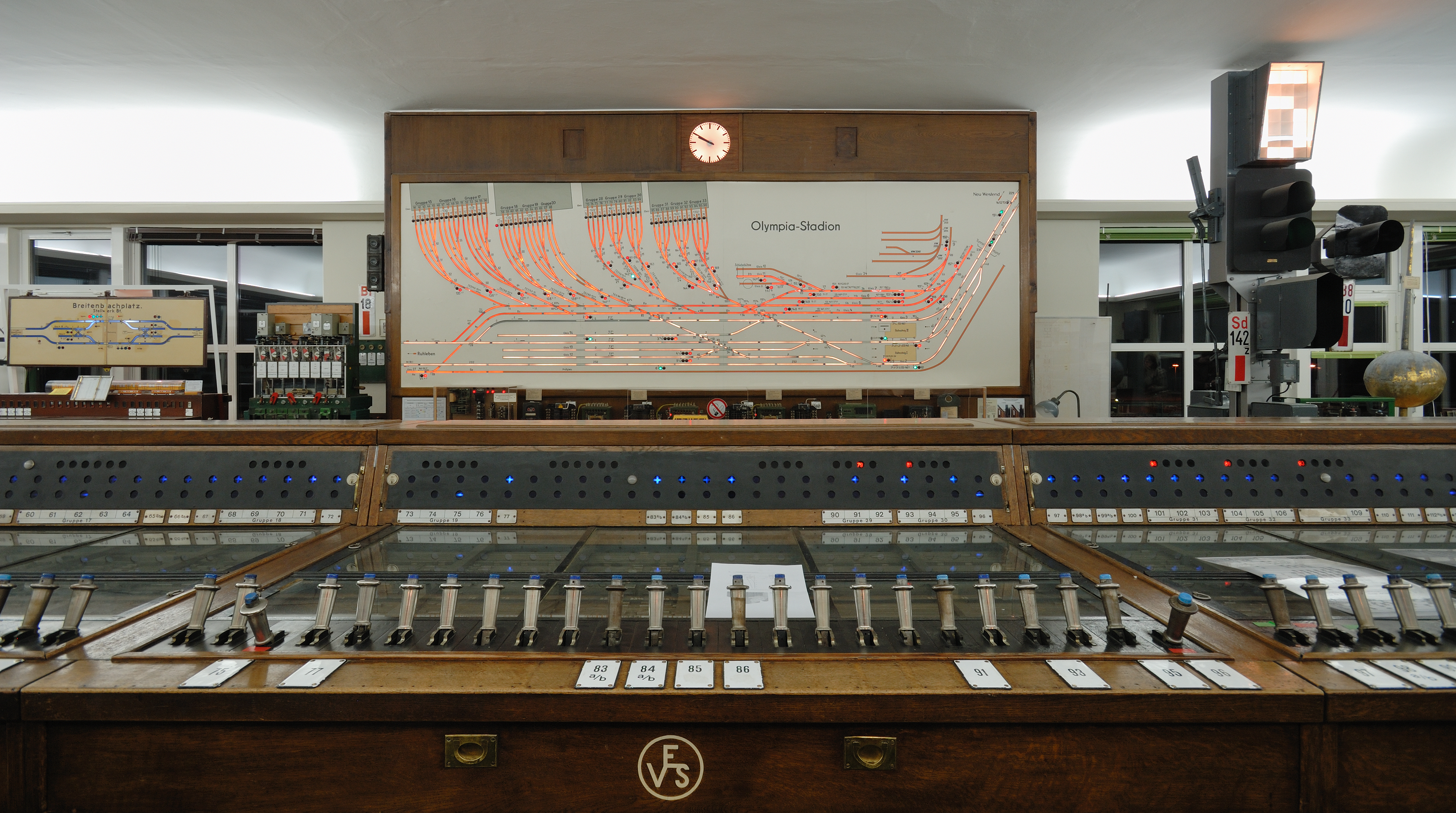
Hebelstellwerk und Fahrschautafel

Das Berliner U-Bahn-Museum wurde am 13. September 1997 eröffnet und gehört dem „Verein Arbeitsgemeinschaft Berliner U-Bahn e. V.“ Es ist neben Moskau und Budapest das dritte U-Bahn-Museum in Europa. Das Museum zur Berliner U-Bahn ist im elektromechanischen Hebelstellwerk Olympia-Stadion untergebracht, das von 1931 bis 1983 in Betrieb war. Die Nebenräume des Stellwerkes sind Ausstellungsräume mit zahlreichen Exponaten. Neben gelegentlichen Fotoausstellungen werden jährlich vier bis sechs Sonderfahrten mit den nicht mehr im Betrieb befindlichen Zuggattungen veranstaltet.

## Geschichte
Im Jahr 1983 gab es Pläne zum Abriss des nicht mehr genutzten Stellwerkes (es wurde durch ein Spurplan-Drucktastenstellwerk ersetzt), was jedoch auf Widerstand in den Reihen alter BVG-Mitarbeiter stieß und nicht durchgesetzt wurde.
Durch den „Verein Arbeitsgemeinschaft Berliner U-Bahn“ konnten die Räume mit den gesammelten Stücken ausgestattet werden. Anfangs von nur wenigen Interessierten besucht und noch nicht als Museum anerkannt, wuchs das öffentliche Interesse von Jahr zu Jahr. Die Hundertjahrfeier der Berliner U-Bahn im Jahr 2002 brachte dem Museum den Durchbruch. Mit nahezu 2000 Besuchern war das Museum im Februar 2002 überfordert, seitdem hält sich das Interesse an der Geschichte des Berliner Nahverkehrs und sorgt an den monatlichen Öffnungstagen (jeweils der zweite Sonnabend eines Monats) für 250–400 Besucher. Auch das Grenander-Wochenende im November 2006 sorgte für ein überfülltes Museum und bescherte dem Verein eine Besucherzahl von 5000 Interessierten im Jahr 2006. Im September 2007 fanden die Feierlichkeiten zum zehnjährigen Bestehen des U-Bahn-Museums statt, zu diesem Anlass hatte das Museum am Sonnabend und Sonntag geöffnet und konnte 900 Gäste begrüßen.

## Vereinsarbeit
Der Verein betreut und pflegt die erhaltenen historischen Fahrzeuge und führt mit ihnen Sonderfahrten durch. Mehr als 60 Mitglieder hat der Verein derzeit, zum Teil pensionierte U-Bahner, zum Teil noch aktive Mitarbeiter der BVG, teilweise auch Nahverkehrsbegeisterte aus anderen Bereichen. Der Verein besteht seit Februar 1982, seinerzeit als Arbeitsgemeinschaft innerhalb der BVB (Verkehrsbetrieb im damaligen Ostteil Berlins während der Teilung der Stadt) ins Leben gerufen, und wurde 1992 als Verein angemeldet. Der Name des Vereins rührt noch aus BVB-Zeiten, inzwischen ist der Verein als gemeinnützig anerkannt und leistet mehrere tausend ehrenamtliche Arbeitsstunden jährlich.